# Thomas Armat
Thomas J. Armat (Fredericksburg (Virginia), 25 oktober 1866 – Washington, 30 september 1948) was een Amerikaans technicus en uitvinder. Als pionier op het gebied van cinematografie is hij het bekendst als mede-uitvinder van de Edison Vitascoop.

## Biografie
Armat studeerde aan de Mechanics Institute in Richmond en daarna in 1894 aan de Bliss School of Electricity in Washington, waar hij Charles Francis Jenkins ontmoette. De twee klasgenoten werkten samen om een filmprojector te ontwikkelen met een nieuw type intermitterend bewegingsmechanisme, het "beater mechanisme". Een vergelijkbaar onderdeel was in 1893 gepatenteerd door de Fransman Georges Demenÿ. Het was een van de eerste projectors met wat nu bekendstaat als de "Latham loop" – een extra lus in de film voor het transportmechanisme ter vermindering van de spanning op de film om zo filmbreuk te voorkomen. Een techniek die onafhankelijk van elkaar rond dezelfde tijd werd bedacht door Woodville Latham met zijn zonen.
De eerste openbare vertoning met hun "Phantoscoop" – genoemd naar een eerder model van Jenkins alleen – was in september 1895 tijdens de Cotten States Exposition in Atlanta. Ondanks dit succes kwam er een breuk in hun samenwerking door ruzie over de patentrechten en geld. Jenkins probeerde het alleenrecht van de uitvinding op te eisen, maar dit werd afgewezen waarna hij Armat uitkocht. Armat ging vervolgens naar Thomas Edison en verkocht hem de rechten om de projector onder de naam "Vitascoop" op de markt te brengen. Deze projector werd gebruikt in een openbare filmvertoning in de Koster & Bail's Music Hall te New York, die begon op 23 april 1896 en meer dan een week duurde.
Werkend voor Edison verfijnde Armat in 1897 de projector door het beater-mechanisme te vervangen door het nauwkeurige maltezerkruismechanisme, een uitvinding die een paar jaar eerder was gedaan in Duitsland door Oskar Messler en Max Griewe en in Engeland door Robert W. Paul.

## Erkenning
In 1947 werd Armat samen met William N. Selig, Albert E. Smith en George K. Spoor onderscheiden met een Honorary Academy Award, als vertegenwoordigers van de filmpioniers voor hun bijdragen aan de filmbusiness.
Armat overleed in 1948 op 81-jarige leeftijd.